# Oak Island (Nova Scotia)
Oak Island (englisch für „Eicheninsel“) ist eine von etwa 350 Inseln in der Mahone Bay an der Ostküste von Nova Scotia in Kanada. Die Insel erlangte durch einen dort vermuteten Schatz größere Bekanntheit, der seit Ende des achtzehnten Jahrhunderts zahlreiche Schatzsucher anzog.

## Geographie

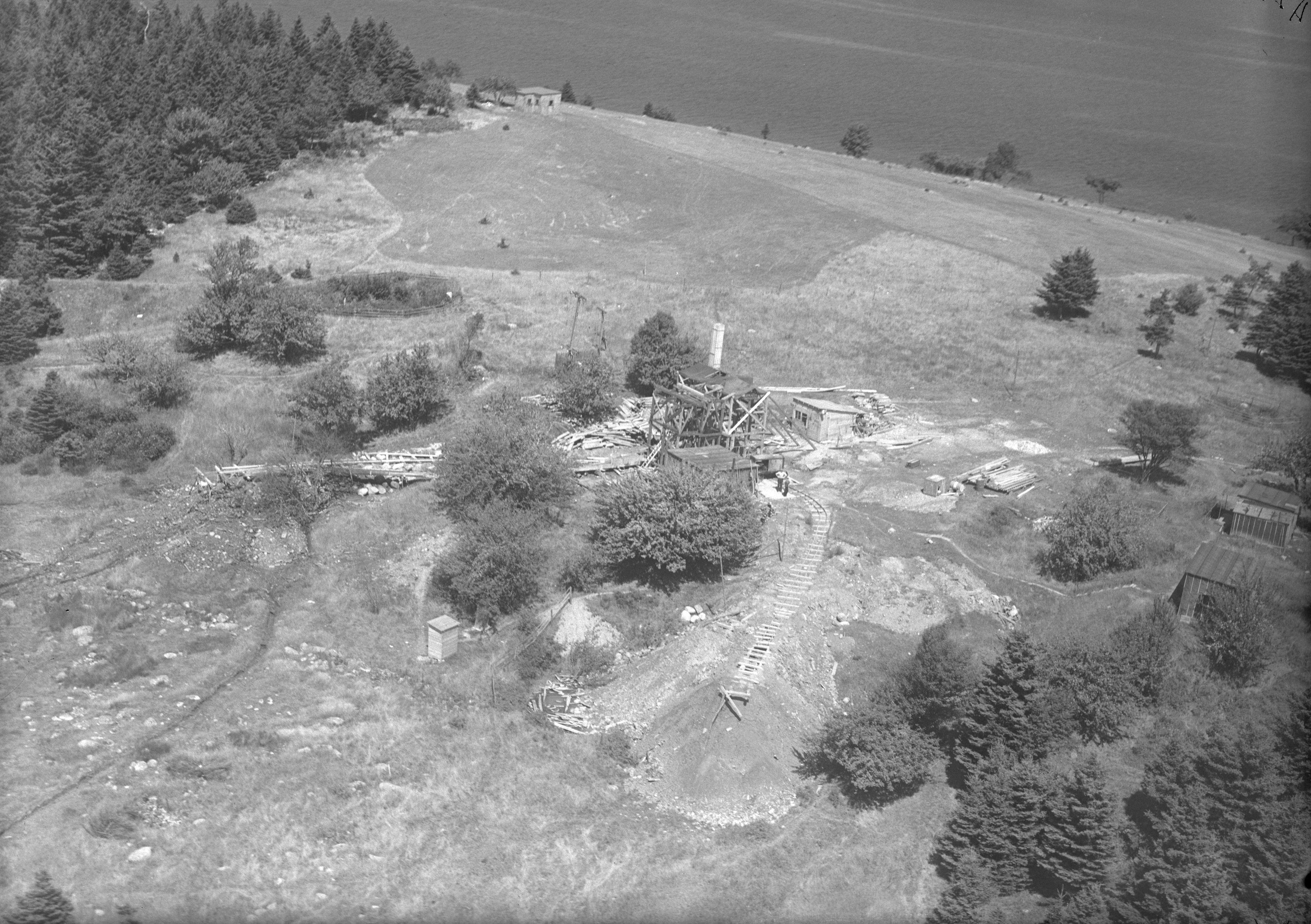
Luftaufnahme der Grabungsstelle im Jahr 1931

Oak Island hat eine Gesamtfläche von 0,57 km². Die Insel ist 1,3 Kilometer lang und etwa 600 Meter breit. Aus der Luft hat sie in etwa die Form eines kleinen Elefanten. Ihren Namen hat die Insel von den großen Eichen, die dort einst wuchsen. Oak Island war die einzige Insel in der Mahone-Bucht, auf der Eichen zu finden waren; heute wachsen diese Bäume allerdings nicht mehr dort. Die höchste Erhebung auf Oak Island misst etwa 11 Meter. Seit 1965 ist die Insel durch einen Damm zur Nova-Scotia-Halbinsel mit dem Festland verbunden.
Die nächsten größeren Städte auf dem Festland sind die 1753 von deutschen Einwanderern gegründete Stadt Lunenburg sowie Halifax im Nordosten.

## Geschichte
Die Gegend um Oak Island wurde erstmals 1605 von Europäern besiedelt. Bis dahin hatten die Mi’kmaq-Indianer als Jäger und Sammler dort gelebt.
Erstmals wurde die Öffentlichkeit 1864 auf Oak Island aufmerksam. In einer Zeitung wurde eine Geschichte abgedruckt, von der es bis dahin nur mündliche Überlieferungen gab. Die Geschichte erinnert in vielen Motiven an im 19. Jahrhundert modische Piratengeschichten, die erwähnten Namen lassen sich allerdings anhand von Grundbuchsregistern nachweisen, John Smith besaß tatsächlich ein Grundstück auf der Insel.

### McGinnis Entdeckung
Den Überlieferungen zufolge stieß der 16-jährige Holzfäller Daniel McGinnis 1795 bei einem Inselbesuch auf eine runde, anscheinend künstlich geschaffene Vertiefung im Boden. In einem Baum oberhalb der Vertiefung entdeckte er verrottete Seilfetzen und einen Ast, der merkwürdige Kerben aufwies. Das war umso überraschender, als Oak Island als unbewohnt galt. Zunächst kehrte McGinnis zum Festland zurück, um seine beiden Freunde John Smith und Anthony Vaughan zu holen, mit deren Hilfe er hoffte, dem Rätsel auf die Spur zu kommen.
Die drei jungen Leute begannen damit, die Vertiefung auszuheben. Zuerst schaufelten sie eine Lage Schieferplatten frei. Das war ungewöhnlich, da es zwar auf dem Festland Schiefer gab, jedoch nicht auf Oak Island selbst. Das Ausheben des Schachtes wurde für McGinnis und seine Freunde danach immer schwieriger, da er sich inmitten einer harten Lehmschicht befand. In drei Metern Tiefe schließlich trafen sie auf eine Schicht aus Holzstämmen, die ordentlich verlegt und in den Seitenwänden verankert waren. Unter der Lage Baumstämme fanden die drei allerdings nur Erde. Sie gruben weiter und fanden in sechs und neun Meter Tiefe zwei weitere Schichten Holzstämme, darunter aber wieder nur Lehmerde. Danach gaben sie weitere Nachforschungen auf, auch weil sie ohne weitere Hilfsmittel nicht tiefer graben konnten.

### Der zweite Versuch
Dem Zeitungsbericht zufolge unternahm Daniel McGinnis 1804 einen erneuten Versuch, dem Geheimnis des Schachtes auf die Spur zu kommen. John Smith hatte mittlerweile das Grundstück um die Grube gekauft und dort ein Haus errichtet. Die drei Männer konnten außerdem die Onslow Company als Geldgeber gewinnen, die ihnen die für damalige Verhältnisse besten technischen Mittel zur Verfügung stellte.
Bei den weiteren Grabungen trafen sie in zwölf Metern Tiefe erneut auf eine Lage Holzstämme, die mit einer Art Kitt abgedichtet waren. Ebenfalls entdeckten sie in der Tiefe Bündel vermoderter Kokosfasern, die ihrer Meinung nach nicht aus Kanada stammen konnten. Mit solchen Fasern wurde damals zerbrechliche Fracht auf Schiffen gepolstert. Daher nahmen McGinnis und seine Freunde an, dass eventuell ein Piratenschatz auf Oak Island vergraben sein könnte. Von dieser Annahme beflügelt, gruben sie immer weiter und stießen alle drei Meter auf eine weitere Lage Holzstämme. Schließlich erreichten sie eine Tiefe von 30 Metern. Dort trafen sie auf eine große, lehmverschmierte Schieferplatte, die sich deutlich von anderen früher entdeckten Steinen unterschied. Sie maß etwa 60 × 30 × 5 cm. Auf ihr sollen seltsame Zeichen eingeritzt gewesen sein, die niemand entziffern konnte. Die Männer hielten diese Markierungen für Hinweise auf den verborgenen Schatz, konnten dies aber nicht beweisen. John Smith baute die Platte später in seine Kaminwand ein, von wo sie jedoch bei einer späteren Renovierung verschwand.
Die Männer gruben weiter, stießen jedoch nach zwei weiteren Metern auf einen Widerstand. Da es schon dunkel war, entschied man, am nächsten Tag die Grabungen fortzusetzen. Als sie aber am nächsten Morgen zum Schacht zurückkehrten, war er plötzlich bis zur 18-Meter-Marke mit Wasser gefüllt. Zunächst vermuteten die Männer, sie seien auf eine Quelle gestoßen und bräuchten das Wasser nur abzuschöpfen, doch selbst mit einer eigens dafür konstruierten Pumpe ließ sich der Wasserspiegel nicht senken. In aller Eile grub man zur Entlastung einen zweiten Schacht, aber auch dieser wurde überflutet, ohne dass der Pegel im ersten Schacht sank. Der Onslow Company ging danach das Geld aus, und die Suche wurde eingestellt.

### Die Truro Company
Fast 40 Jahre lang interessierte sich niemand mehr für Oak Island. 1849 wollte die nach der Stadt Truro benannte neu gegründete Truro Company dem Rätsel auf die Spur kommen. Der als einziger von McGinnis Freunden noch lebende Anthony Vaughan war deren Berater. Mit für die damalige Zeit modernstem Gerät rückte die Truro Company auf der Insel an. Der Schacht war zunächst frei von Wasser, aber als die Arbeiter den Schutt bis aus einer Tiefe von 26 Metern beseitigt hatten, stieg es wieder an. Erneute Versuche, den Schacht leer zu pumpen, scheiterten. Ein neu entwickelter Löffelbohrer brachte dann neben Kokosfasern auch Metall- und Holzsplitter an die Oberfläche. Nach 32 Metern stieß der Bohrer erneut auf das Holz, welches 40 Jahre zuvor schon einmal angebohrt worden war. Als bei einem Unfall ein Arbeiter in das Wasser stürzte, bemerkte man, dass das Wasser salzig war und sich mit den Gezeiten hob und senkte. Daraufhin untersuchte die Truro Company die steinige Ostküste der Insel und bemerkte, dass auf der gesamten Breite des Strandes direkt über der Ebbemarke Wasser hervorsickerte. Bei genauerer Untersuchung des Strandes legten die Arbeiter eine fünf Zentimeter dicke Lage Kokosfasern frei, unter der sich eine weitere Lage Steine befand. Man stellte fest, dass anscheinend der gesamte Küstenabschnitt künstlich angelegt worden war. Unter der Steinschicht im flachen Wasser führten fünf kastenförmige Kanäle mit leichtem Gefälle in Richtung Ufer. Dieses fächerartige System mündete in einem Hauptkanal. Man vermutete, dass dieser Hauptkanal in Richtung des Schachtes führte. Als der Kanal dann durch die Bohrungen eröffnet wurde, konnte das Meerwasser den Schacht fluten. Durch die Gezeiten hob und senkte sich der Wasserspiegel im künstlichen Kamin.
Es wurde vermutet, dass diese Kanäle mit Hilfe eines Fangdammes gebaut werden konnten. Nachdem die Kanäle gebaut worden waren, wurde der Damm wieder abgetragen. Die mit Kitt abgedichteten Holzlagen des Schachtes wirkten wie ein Vakuumverschluss, sodass kein Wasser in den ausgehobenen Schacht eindringen konnte. Der vermutete Schatz wäre vom eindringenden Wasser der Kanäle geschützt gewesen, da der Druck des Luftpolsters zu groß gewesen wäre.
Die Truro Company errichtete an gleicher Stelle ebenfalls einen Fangdamm, jedoch wurde er nach der Fertigstellung vom Atlantik wieder weggespült. Da für einen neuen Damm das Geld fehlte, entschloss man sich, den Schacht zu untertunneln. Auf diese Weise hoffte man, an das Geheimnis zu gelangen. Jedoch gab es in der Grube eine Explosion, und der vermeintliche Hohlraum und dessen Inhalt sackte weiter in Schlamm und Wasser hinab. Schließlich fehlten der Truro Company weitere Mittel, und man gab die Suche auf.

### Weitere Expeditionen
1861 versuchte die Oak Island Association ihr Glück. Bei einer Kesselexplosion gab es bei der Schatzsuche allerdings das erste Todesopfer. 1864 musste die Oak Island Association aufgeben, da ihr die finanziellen Mittel ausgingen. In der zweiten Hälfte des 19. Jahrhunderts versuchten zwei weitere Expeditionen vergeblich, das Rätsel um den Schacht aufzuklären. 20 weitere Gruben und noch mehr Tunnel wurden gegraben, jedoch ohne neue Erkenntnisse. Da es kurz darauf bereits den zweiten Todesfall bei den Ausschachtungen gab, sprach man schon bald auch vom „Fluch von Oak Island“.

### Frederick Blairs Versuch
1897 trat Frederick Blair auf den Plan. Er wollte mittels Dynamit den Meerwasserstrom umlenken, jedoch gelang es ihm nicht, den Zufluss zu stoppen. Allerdings konnte er den Wasserdruck so weit verringern, dass man den Schacht bis in eine Tiefe von 30 Metern leerpumpen konnte. In dieser Tiefe errichteten Blairs Arbeiter eine Plattform, von der aus sie weiterbohren wollten. Bei einer Tiefe von 36 Metern stießen sie erneut auf Holz und danach auf Eisen. Aus 47 Metern Tiefe förderte der Bohrer eine zementartige Substanz und Spuren von Quecksilber an die Oberfläche. Bei chemischen Untersuchungen wurde festgestellt, dass der Zement von Menschen hergestellt worden sei, was heute jedoch angezweifelt wird. In einer Tiefe von 52 Metern traf der Bohrer dann erneut auf Eisen und kam nicht mehr weiter. Ein bemerkenswerter Fund war ein Stück Ziegenhaut, das an dem Bohrer klebte. Nach vorsichtigen Untersuchungen von Experten in Boston ließen sich auf dem Fetzen Ziegenhaut der Buchstabe V oder die Buchstaben V und W entziffern, geschrieben mit chinesischer Tusche und einem Federkiel. Heute ist das Fragment allerdings verschollen, genau wie die Schieferplatte von John Smith.
Frederick Blair hatte die Theorie, dass eine weitere Wasserquelle den Schacht immer wieder überfluten würde. Um diese Mutmaßung zu untermauern, goss er 1898 rote Farbe in die Grube und wartete, dass die Gezeiten die Farbe ins Meer spülen würde. Tatsächlich trat der Farbstoff an die Oberfläche, jedoch nicht dort, wo Blair es vermutet hätte, denn die Farbe kam auf der anderen Seite der Insel wieder zum Vorschein. Er nahm an, dass ein weiterer Flutkanal unterhalb des ersten in den Schacht führte. Da Oak Island mittlerweile von zahlreichen Schächten durchzogen war, gab es aber keinen eindeutigen Beweis für diese Theorie. 1913 gab Blair, dessen wichtigstes Arbeitsgerät bereits 1899 wegen Zahlungsunfähigkeit beschlagnahmt worden war, schließlich ebenfalls auf.
Auch der spätere US-Präsident Franklin D. Roosevelt kam 1909 mit einer Gruppe Schatzsucher auf die Insel, jedoch ebenfalls ohne nennenswerte Ergebnisse.

### Mel Chappells Besuche
Nach dem Ersten Weltkrieg kam Mel Chappell nach Oak Island und trieb den 21. Schacht in die Erde. Auch er hatte keinen Erfolg und musste 1931, finanziell ruiniert, aufgeben. Chappell war der Meinung, dass die Inka auf Oak Island gewesen waren. 1950 kam er erneut nach Oak Island und begann, Schürfrechte zu verpachten.

### Gilbert Heddens und Edwin Hamiltons Entdeckungen
1936 gelang es Gilbert Hedden, den Schacht bis auf eine Tiefe von 50 Metern trockenzulegen. Jedoch konnte er nichts Besonderes entdecken. 1939 entdeckten dann seine Arbeiter auf der Insel einen Stein mit einem eingeritzten Freimaurerzeichen. Am Strand sollen sie ein Dreieck aus Steinen gefunden haben, welches auf den Originalschacht deutete. Heute ist man der Ansicht, dass diese Zeichen nichts mit dem Geheimnis von Oak Island zu tun haben. Hedden machte weitere Bohrungen, musste aber 1939 ebenfalls wegen Geldmangels aufgeben.
Als Nächster besuchte 1940 Edwin Hamilton die Insel und blieb bis 1946. Bei Bohrungen fand er weitere Stollen in einer Tiefe von 60 Metern.

### Die Restall-Familie
1960 war die Lage des Originalschachtes nicht mehr eindeutig definierbar, da das ganze Gebiet zu stark umgegraben war. Der ehemalige Artist Robert Restall, seine Frau Mildred und seine zwei Kinder versuchten nun ihr Glück und zogen in eine Hütte in der Nähe des Schachtes. Am 17. August 1965 kam es zu einem Unfall, als Robert Restall, sein Sohn und zwei Arbeiter in einem der Schächte durch ausströmendes Gas das Bewusstsein verloren und danach ertranken.

### Die Triton-Allianz
1965 wurde ein Damm zum Festland gebaut, um schweres Gerät leichter auf die Insel transportieren zu können. Der Geologe R. Dunfield ließ die obersten Gesteinsschichten abtragen, um die früheren Schächte orten zu können. So entstand ein 41 Meter (134 Fuß) tiefer Krater, der aber wenig später wieder zugeschüttet werden musste, da er einzustürzen drohte.
1967 gründete Dan Blankenship, ein Bauunternehmer aus Florida, zusammen mit dem kanadischen Geschäftsmann Davis Tobias die Triton-Allianz, ein neues Schatzsucherkonsortium. Blankenship verkaufte seinen gesamten Besitz und zog nach Oak Island, wo er bis zu seinem Tod am 17. März 2019 lebte.
Blankenship ließ bis in 60 Meter Tiefe bohren, tiefer als alle anderen Schatzsucher zuvor. Im Gesteinssockel der Insel entdeckte man tatsächlich eine Höhle, in der Zement- und Holzreste zutage kamen. Das Holz wurde auf das Jahr 1575 datiert, der Zement sollte aus dem 17. Jahrhundert stammen. Beweise dafür gibt es allerdings nicht.
1971 wurde erstmals eine Fernsehkamera in einen 72 Meter tiefen Schacht namens 10X herabgelassen. Das brachte aber keine neuen Erkenntnisse, da sich besagter Schacht erneut mit Wasser füllte. Die Kamera machte zwar Aufnahmen, aber diese erwiesen sich als sehr unscharf. Blankenship interpretierte vieles in diese Bilder hinein, beispielsweise soll seiner Ansicht nach ein gut erhaltener menschlicher Körper zu sehen sein. Konkrete Indizien für einen geheimen Schatz gab es aber immer noch nicht. Blankenship wollte es genau wissen und verkleidete den Schacht mit Metall, so dass sich eine Person nach unten abseilen konnte. Er ging auch selbst durch die 68 cm schmale Röhre hinunter, wobei aber soviel Staub aufgewirbelt wurde, dass nichts mehr erkennbar war. Anschließend stürzte der Schacht ein, noch während sich Blankenship darin befand. Nur mit knapper Not konnte er mit Hilfe eines Flaschenzuges gerettet werden.
Der Schacht wurde 1978 erneut auf 2,5 Meter Durchmesser erweitert und bis in eine Tiefe von 27 Metern mit zusammengeschweißten Röhren aus Eisenbahnkesselwagen verkleidet, um ihn zu stabilisieren. Bis auf 55 Metern Tiefe wurde die Grube dann mit einer Stahlbetonschicht ausgekleidet. Später ging dann auch Blankenship das Geld aus, so dass er die restlichen 17 Meter nicht mehr erweitern konnte.

### Triton gegen Fred Nolan
Unbemerkt von der Triton-Allianz hatte der Landvermesser Fred Nolan ein Stück Land auf Oak Island erworben. Nolan hatte eine eigene Theorie und hielt die Graberei für Zeitverschwendung. Er war der Meinung, dass das Geheimnis von Oak Island auf seinem Grund und Boden liegt. Im Laufe vieler Jahre hatte er die gesamte Insel kartographiert und war zu dem Schluss gekommen, dass es eine auffällige Gesteinsformation auf Oak Island gibt. An vier Stellen auf der Insel gibt es markante, zehn Tonnen schwere Granitblöcke. Wenn man die Ausgangspunkte der Monolithen miteinander verbindet, ergeben sie ein Kreuz von 264 Metern Länge und 108 Metern Breite. Im Kreuzmittelpunkt lag ein gewaltiger Sandstein. Nach Nolans Interpretation war er von Menschenhand bearbeitet worden und hatte Ähnlichkeit mit einem Schädeldach. In welchem Zusammenhang der Sandstein zu dem Schacht stehen soll, ließ Nolan allerdings offen.
1983 begann ein Rechtsstreit zwischen der Triton-Allianz und Fred Nolan, in dem die beiden Parteien um das Wegerecht zur Insel stritten. Blankenship verwehrte Nolan das Recht, den Damm zu benutzen.
Persönliche Streitigkeiten zwischen Dan Blankenship und Fred Nolan beherrschten deren Verhältnis fast bis zum Tod Nolans im Juni 2016.

### Big Dig
1987 wollte man das Rätsel der Insel endgültig lüften. Ein 30 Meter breiter Schacht namens Big Dig, der alle alten Schächte mit einschließen sollte, wurde geplant. Es hätten mehr als 28.000 m³ Erde ausgehoben werden müssen, um dieses Projekt durchzuführen, das 10 Millionen Dollar kosten sollte. Um dieses Vorhaben zu finanzieren, ging Triton an die Börse; der Börsenkrach von 1987 vereitelte dieses Vorhaben jedoch. Seither gelang es ihm nicht mehr, die benötigten Gelder aufzutreiben.
Die beiden Kontrahenten Blankenship und Nolan waren seit den 1980er Jahren erbitterte Feinde und verweigerten jeden Kontakt miteinander. Im Jahr 2016 schlossen sie vor der Fernsehkamera öffentlichkeitswirksam Frieden miteinander. Bald darauf starb Nolan; Blankenship war bis zu seinem Tod 2019 weiterhin als Berater an der Suche beteiligt.

### Das Bedford Institute
Das Bedford Institute of Oceanography hatte 1996 mit einem Forschungsschiff den Meeresboden rund um die Insel vermessen und dabei eine ungewöhnliche, etwa vier bis acht Meter tiefe Ausschachtung entdeckt, die vom Strand der Insel in Richtung Meeresboden führt. Die Forscher glauben, dass diese Vertiefung nicht durch Erosion entstanden sein könnte, sondern künstlicher Natur sei. Man glaubte, es könnten erodierte Reste einer Steinmauer sein; beweisen ließ sich das allerdings nicht. Das Institut will weitere Forschungen anstellen.

### Die Center Road Ventures Company
Im Jahre 2006 erwarben Alan Kostrzewa, Craig Tester und die Brüder Rick und Marty Lagina die Anteile von David Tobias. Die vier Männer aus Michigan (USA) besaßen nun jene Hälfte von Oak Island, auf der sich der bestehende Schacht befindet. Zusammen mit Dan Blankenship sollten im Sommer 2006 Grabungsarbeiten beginnen. Da das neue Team keine TTL (Treasure Trove Licence) besaß, waren zu dieser Zeit keine Grabungen möglich. Die TTL sichert dem Finder des Schatzes das Recht zu, 90 Prozent eines eventuellen Fundes behalten zu können. Es können für dasselbe Stück Land keine zwei TTL ausgestellt werden. Damals war ein ehemaliger Partner Dan Blankenships im Besitz dieser TTL und weigerte sich, diese annullieren zu lassen. So musste die Firma auf das Ablaufen der TTL im Jahre 2008 warten.

### Reality-TV-ShowThe Curse of Oak Island
Am 5. Januar 2014 startete auf History Channel (USA) eine Reality-TV-Show The Curse of Oak Island über eine Gruppe Schatzsucher. Diese wurden angeführt von den beiden Brüdern Rick und Marty Lagina, die im Jahr 2006 die Mehrheitsanteile an Oak Island gekauft hatten. In der letzten Episode der ersten Staffel fand das Schatzsucherteam eine spanische Münze aus dem 17. Jahrhundert. Dieser Fund führte zu einer neuen Debatte über eine frühere Entstehung der Anlage. In der letzten Episode der zweiten Staffel wurde ein Sonargerät durch den in den 1970ern von Dan Blankenship gebohrten Schacht 10X mehr als 70 Meter unter der Oberfläche in eine unterirdische Kammer hinabgelassen. Das Sonar offenbarte, dass die Kammer eine rechteckige Form aufweist und zwei mittelgroße, rechteckige Objekte am Boden stehen. Außerdem machte man zwei mutmaßliche Tunnelzugänge aus, von denen einer zum Money Pit führen könnte.
Aktuell (Frühjahr 2025) läuft in Deutschland die 12. Staffel (Oak Island - Fluch und Legende).

## Der Mythos
Im Laufe der Jahrhunderte sind viele Mutmaßungen und Meinungen entstanden, was auf Oak Island vergraben sein könnte, wenn dort tatsächlich etwas zu finden sein sollte. Die meisten dieser Theorien scheitern daran, dass im ersten Bericht eine noch sichtbare Lichtung und Spuren menschlicher Aktivitäten beschrieben werden, was für eine Entstehung der Anlage ca. ab 1700 spricht.
Die bekanntesten dieser den überlieferten Entdeckungsumständen widersprechenden Erklärungstheorien sind:
- ein Schatz des Freibeuters Francis Drake
- die verlorenen Manuskripte von Sir Francis Bacon, die beweisen, dass Bacon der Urheber der Werke ist, die im Allgemeinen William Shakespeare zugeschrieben werden
- der Schatz der Templer
- ein Schatz von Tumbes

Zum möglichen Entstehungszeitpunkt der Anlage sind folgende Theorien stimmig:
- die Kriegskasse der Briten im Unabhängigkeitskrieg
- der Schatz von Louisbourg
- der Schatz des Captain Kidd

### Mythen über dort vergrabene Schätze

#### Der Schatz des Captain Kidd
Die früheste Legende, dass sich der Schatz des Captain Kidd auf Oak Island befindet, wurde von Daniel McGinnis vertreten.
Der Freibeuter William Kidd plünderte zahlreiche Schiffe von der Karibik bis Südafrika und hatte auch in Nova Scotia Siedlungen ausgeraubt. 1699 wurde der Pirat festgenommen und nach England gebracht. Um sein Leben zu retten, wollte er der britischen Admiralität verraten, wo er seine Schätze verstecken ließ. England ließ sich jedoch nicht auf diesen Handel ein und hängte Kidd. Einen kleinen Teil der Beute fand man später vor der Küste Nordamerikas, der Rest blieb allerdings verschollen. Oak Island wäre ein ideales Versteck gewesen, denn die üblichen Schifffahrtsrouten lagen nicht weit entfernt von der Insel.

#### Der Schatz des Francis Drake
Ebenfalls eine frühe Vermutung, was das Geheimnis darstellen könnte, war der Schatz von Francis Drake. Der englische Admiral hatte zunächst die spanische Silberflotte gekapert. Bevor er dann gegen die Spanische Armada kämpfte, soll Drake mit einer Kompanie Sklaven nach Nova Scotia gesegelt sein. Möglicherweise hat er einen Teil seiner Reichtümer auf Oak Island versteckt. Seine Logbücher aus dieser Zeit sind allerdings verschwunden.

#### Die Kriegskasse der Briten
Während des Unabhängigkeitskrieges existierte 1778 in Halifax nordöstlich von Oak Island ein Fort der Briten. Der Oberkommandierende für Nordamerika wollte mit der Kriegskasse in dieses Fort fliehen, weil die Gefahr bestand, dass Rebellen den Hauptstützpunkt in New York erobern könnten. Die englischen Pioniere hatten bereits zusammen mit Bergbauexperten aus Cornwall einen langen Tunnel und einen mehr als 50 Meter tiefen Brunnen gebaut. Wahrscheinlich hatten sie auch das Wissen für den Bau der kompliziert angelegten Schächte auf Oak Island. Sollten die Briten die Schächte tatsächlich gebaut haben, blieben sie aber ungenutzt, da die Kriegskasse letztendlich doch in New York blieb.

#### Die Manuskripte des Francis Bacon
Grundlage für diese Legende ist das angebliche Papyrusfragment, auf dem die Buchstaben V und i gestanden haben. Bacon hat auch über die Konservierung von Manuskripten mit Quecksilber geschrieben. Spuren dieses Elementes wurden tatsächlich im Schacht gefunden.
Siehe auch: William-Shakespeare-Urheberschaft

#### Der Schatz von Louisbourg
Die Franzosen hatten die Siedlung Louisbourg in Nova Scotia gegründet, um sich Anfang des 18. Jahrhunderts gegen die Briten zu behaupten. Schon bald wurde die Siedlung zu einem der größten Häfen Nordamerikas. 1758 belagerten die Engländer die Stadt. Bevor Louisbourg kapitulierte, konnten drei Schiffe die britische Seeblockade durchbrechen. Edwin Hamilton glaubte, dass diese Schiffe nach Oak Island gesegelt seien. Die Insel wäre in nur zwei Tagen erreichbar gewesen.

#### Der Schatz der Templer
1307 begann Philipp der Schöne von Frankreich, den Templerorden zu zerschlagen. Es wird von einigen Schatzsuchern vermutet, dass die Templer ihr Vermögen nach Schottland schaffen konnten und von dort aus über den Atlantik segelten, fast 200 Jahre vor Christoph Kolumbus. Mehrere Templerschiffe, die 1314 in La Rochelle (Frankreich) entkamen, verschwanden spurlos.

### Der Fluch von Oak Island
Eine Legende der Einwohner um die Insel besagt, dass erst alle Eichen gefällt sein und sieben Menschen sterben müssen, bis die Insel ihr Geheimnis preisgäbe. Diese Behauptung kam kurz nach den ersten Todesfällen auf, kann aber durch nichts untermauert werden. Bis heute sind sechs Menschen bei dem Versuch ums Leben gekommen, das Rätsel zu lösen.

### Gesicherte Fakten
Alle Berichte von vor 1864 sind mündlicher Art und daher unsicher. Sämtliche Artefakte, die vor dem 21. Jahrhundert im Schacht gefunden wurden, sind heute verschollen, sowohl die Schieferplatte mit den mysteriösen Zeichen als auch das Papierfragment.
Der Zusammenhang mit einem Schatz wurde erst durch die Entdecker des Schachtes hergestellt. Über den Sinn möglicher ursprünglicher Anlagen lässt sich heute nichts mehr aussagen, da durch die umfangreichen Grabungsarbeiten möglicherweise ehemals vorhandene archäologisch relevante Spuren unwiederbringlich verloren sind.
Der Zeitpunkt der Entstehung der vermuteten ursprünglichen Anlagen lässt sich durch die Datierung von Funden eingrenzen. Auf dieselbe Weise lassen sich Aktivitäten von Schatzsuchern in ihrer Datierung eingrenzen.
Es gibt die Möglichkeit, dass auf Oak Island Fundstücke platziert worden sein könnten, die über eine tatsächliche Geschichte der Insel hinwegtäuschen könnten. Die Fotografien Dan Blankenships liefern keine Beweise; der Schatz von Oak Island ist bis heute (2023) ein Mythos.

### Natürliche Erklärung
Bereits 1911 vermutete der Ingenieur Captain Henry L. Bowdoin, der auf Oak Island viele Bohrungen durchführte, dass die gefundenen Artefakte nicht authentisch seien und sich die vorgefundenen Strukturen im Untergrund natürlich erklären ließen. Aufgrund des Kalkgesteins im Untergrund gibt es in der Region viele Höhlen und Dolinen. Skeptiker gehen heute davon aus, dass der vermeintlich künstliche Schacht eine mit Sedimenten gefüllte Karststruktur ist.

## Oak Island in der Literatur
Die Insel war auch das Vorbild für den Roman Riptide von Douglas Preston und Lincoln Child, in dem mit einer hochmodernen Ausrüstung versucht wird, den Schatz zu bergen.
Weiterhin werden die Insel und das Schachtsystem im Roman Teuflischer Sog von Clive Cussler verwendet, allerdings nach Pine Island (Pacific County, Washington), verlegt. Die Geschichte bleibt ähnlich: Mehrere Generationen einer Familie erforschen den Schacht auf Pine Island immer tiefer, bis drei Brüder eine zweite Höhle finden. Der Titelheld Juan Cabrillo kommt dem Geheimnis ebenfalls auf die Spur.
Auch im zweiten Teil der Apocalypsis von Mario Giordano spielt diese Insel als mögliches Versteck des Templerordens eine bedeutende Rolle.

## Videos
- Money Pit of Oak Island (2001), A & E Entertainment
- Oak Island – Encounters with the Unexplained (2001), Grizzly Adams Production
- Terra X: Von der Todesfalle Ayers Rock zum Fluch von Oak Island (1997)